# Élection du maire de Cambridgeshire and Peterborough de 2017
Pour un article plus général, voir Élections locales britanniques de 2017.
L’élection du maire de Cambridgeshire and Peterborough de 2017 a lieu le 4 mai 2017.

## Résultats
| Parti               | Candidat          | 1er tour | %    | 2e tour | %    | Total  | %    |
| ------------------- | ----------------- | -------- | ---- | ------- | ---- | ------ | ---- |
| Parti conservateur  | James Palmer      | 76 064   | 38,0 | 12 762  | 38,7 | 88 826 | 56,9 |
| Libéraux-démocrates | Rod Cantrill      | 47 026   | 23,5 | 20 179  | 61,3 | 67 205 | 43,1 |
| Parti travailliste  | Kevin Price       | 37 297   | 18,6 |         |      |        |      |
| UKIP                | Paul Bullen       | 15 931   | 8,0  |         |      |        |      |
| Parti vert          | Julie Howell      | 12 628   | 6,3  |         |      |        |      |
| Indépendant         | Peter Dawe        | 9 176    | 4,6  |         |      |        |      |
| Démocrates anglais  | Stephen Goldspink | 2 256    | 1,1  |         |      |        |      |